# Фосфонат кальция
Фосфонат кальция — неорганическое соединение,
соль кальция и фосфористой кислоты с формулой CaPHO3,
бесцветные кристаллы,
слабо растворяется в воде,
образует кристаллогидраты.

## Получение
- Действие фосфористой кислоты на оксид кальция:

{\displaystyle {\mathsf {CaO+H_{2}PHO_{3}\ {\xrightarrow {}}\ CaPHO_{3}+H_{2}O}}}
- Обменной реакцией с фосфонатом аммония:

{\displaystyle {\mathsf {CaCl_{2}+(NH_{4})_{2}PHO_{3}\ {\xrightarrow {}}\ CaPHO_{3}+2NH_{4}Cl}}}

## Физические свойства
Фосфонат кальция образует бесцветные кристаллы.
Слабо растворяется в воде, 
не растворяется в этаноле.
Образует кристаллогидрат состава CaPHO3•H2O.